# Auxillia Mnangagwa
Auxillia Mnangagwa, née Auxillia Kutyauripo le 25 mars 1963 dans le district de Mazome, en Rhodésie du Sud (actuel Zimbabwe), est l'épouse du président de la République du Zimbabwe Emmerson Mnangagwa. Elle est de ce fait considérée comme la Première dame du Zimbabwe depuis l'ascension de son mari à la présidence en novembre 2017, d'abord par intérim puis après son élection. Après avoir travaillé au Ministère de la Main d'Œuvre et du Développement pendant dix ans, elle obtient un poste au sein des services secrets zimbabwéens, la CIO en 1997. En 2015, elle est élue sous l'étiquette de l'Union nationale africaine du Zimbabwe - Front patriotique en tant que députée pour le district Chirumanzu-Zibagwe, remplaçant ainsi directement son mari, nommé alors Premier Vice-Président du Zimbabwe.

## Biographie
Née le 25 mars 1963 dans le Mashonaland central, Auxillia Mnangagwa est la deuxième enfant d'une fratrie de cinq. Elle grandit dans une ferme à Chiweshe, où elle va également à l'école maternelle et au primaire. Après le divorce de ses parents survenu dans son enfance, elle entre au ministère de la Main d'Œuvre et du Développement en 1981. Elle s'engage dès 1982 au sein du ZANU-PF. En 1992, elle entre dans le cabinet du Premier ministre, avant d'être affectée aux services secrets zimbabwéens en 1997. Durant cette période, Auxillia aurait été chargée par le président Robert Mugabe d'espionner Emmerson Mnangagwa, alors à la tête du Central Intelligence Organization, ce qu'elle nie, prétextant un détournement de ses paroles,. 
Elle démissionne en 1997 et décide d'étudier le tourisme et l’environnement à l'université du Zimbabwe. Elle part ensuite à Zurich, où elle obtient son diplôme d'hôtellerie et de tourisme. Lors de son retour au Zimbabwe, à Kwekwe, elle rejoint le département des finances de la section locale du ZANU-PF. Après avoir échoué à obtenir l'investiture de son parti pour son district de naissance, du Mazowe, elle rejoint le bureau politique de l'Union nationale africaine du Zimbabwe - Front patriotique en 2009. Durant cette période, elle encourage le travail des femmes, au nom du parti, afin de participer à l'émancipation des femmes zimbabwéennes, via l'ouverture de banques spécialisées où les femmes peuvent faire des emprunts afin de réaliser divers projets,.
À la suite de la nomination de son mari à la vice-présidence, elle devient députée de Chirumanzu – Zibagwe. Après le retrait des deux autres candidats, elle remporte l'élection partielle parlementaire en 2015.

## Vie personnelle
Elle est la troisième femme d'Emmerson Mnangagwa, se mariant avec lui après la mort de sa femme Jayne, sœur de l'opposant à Mugabe Josiah Tongogara. Ils ont trois enfants ensemble, Emmerson Jr, Sean et Collins.

## Carrière électorale
Lors des élections partielles organisées en 2015 dans le district de Chirumanzu-Zibagwe dans le but de remplacer Emmerson Mnangagwa, récemment nommé à la Vice-Présidence du pays, Auxillia Mnangagwa, sa femme, se présente sous les couleurs de l'Union nationale africaine du Zimbabwe - Front patriotique pour lui succéder,. Elle est élue à 94,8 % des voix, alors qu'elle est face à quatre opposants : Munashe Mutodza, Abigail Rumbidzai Musambasa du parti Transform Zimbabwe !, Chawaona Wilbroad Kanoti, sans étiquette, et Gadzamoyo Dehwa, du Good People’s Movement.
En 2019, elle manifeste avec plusieurs de ses concitoyens contre les sanctions économiques imposées à son pays par les démocraties occidentales. 